# ブッシュ (映画)
『ブッシュ』（原題: W.）は、2008年製作のアメリカ映画。監督はオリバー・ストーン。製作当時現職だった第43代アメリカ合衆国大統領ジョージ・W・ブッシュの伝記映画。主演のブッシュ役はジョシュ・ブローリン。
日本版の予告編では「世紀のKY(靴よけ)男 ブッシュ」という文字が出る。

## キャスト
※括弧内は日本語吹き替え
- ジョージ・W・ブッシュ - ジョシュ・ブローリン（岩尾万太郎）
- ローラ・ブッシュ - エリザベス・バンクス（今泉葉子）
- ジョージ・H・W・ブッシュ - ジェームズ・クロムウェル（小林清志）
- バーバラ・ブッシュ - エレン・バースティン（沢田敏子）
- ディック・チェイニー - リチャード・ドレイファス（田中信夫）
- ドナルド・ラムズフェルド - スコット・グレン（清川元夢）
- カール・ローヴ - トビー・ジョーンズ（二又一成）
- アール・ハッド師 - ステイシー・キーチ
- ジョージ・J・テネット - ブルース・マッギル（武虎）
- コンドリーザ・ライス - タンディ・ニュートン（清和祐子）
- コリン・パウエル - ジェフリー・ライト
- ポール・ウォルフォウィッツ - デニス・ボウトシカリス（いずみ尚）
- デヴィッド・フラム - コリン・ハンクス
- トニー・ブレア - ヨアン・グリフィズ（いずみ尚）
- トミー・フランクス - マイケル・ガストン
- ジェブ・ブッシュ  - ジェイソン・リッター
- ドン・エヴァンス - ノア・ワイリー
- アリ・フライシャー - ロブ・コードリー（いずみ尚）
- レポーター - テレサ・チャン
- サッダーム・フセイン - サイエド・バドレヤ
- ウラジーミル・プーチン - アラン・コールマン
- レポーター - エレナ・コング
- 病院医師 - ウィリアム・チャン

## 製作
監督のオリヴァー・ストーンは当初、ソンミ村虐殺事件に関する映画を製作する予定であったが、直前に全米脚本家組合ストライキのため、またそれに伴い主演のブルース・ウィリスが降りたために製作中止となってしまった。その後、ジョージ・W・ブッシュの伝記映画に関するプロジェクトに移った。
当初、ジョージ・W・ブッシュ役にはクリスチャン・ベールが配役されていた。ちなみにクリスチャン・ベールは、その後『バイス』でディック・チェイニー副大統領を演じることになる。
撮影は2008年5月12日にルイジアナ州シュリーブポートから始まり、7月11日に終わった。10月17日に全米公開された。

## 評価
レビュー・アグリゲーターのRotten Tomatoesでは224件のレビューで支持率は58%、平均点は6.00/10となった。Metacriticでは36件のレビューを基に加重平均値が56/100となった。

## 反証
ブッシュ研究家のジェイコブ・ワイズバーグ(Jacob Weisberg)によると2点の間違いがあるという。
- 一つ目は、ブッシュがチェイニー副大統領の意見に逆らって「大統領は僕だ。決めるのは僕だ」と突っ張るシーン。チェイニー副大統領は、こんな風にブッシュを怒らせたりはせず、ブッシュをうまく操って、ブッシュが自分で考えたかのように思わせるという。
- 二つ目は、ブッシュが荒波の打ち寄せる岸壁に立ち、「闇がある。僕を追い続ける闇が」と呟くシーン。実際のブッシュは、こういう詩的な表現はしないそうである（ただし日本版ではこのシーンはカットされている）。